# The Concert for Bangladesh (음반)
| 전문가 평가                   | 전문가 평가 |
| 평가 점수                     | 평가 점수   |
| 출처                          | 점수        |
| ----------------------------- | ----------- |
| AllMusic                      | [ 1 ]       |
| Blender                       | [ 2 ]       |
| Christgau's Record Guide      | B–          |
| Encyclopedia of Popular Music | [ 4 ]       |
| Mojo                          | [ 5 ]       |
| MusicHound                    | 4/5         |
| Q                             | [ 7 ]       |
| Record Collector              | [ 8 ]       |
| Rolling Stone                 | [ 9 ]       |
| Uncut                         | [ 10 ]      |

《The Concert for Bangladesh》(원래 《The Concert for Bangla Desh》라는 철자)는 "조지 해리슨 & 프렌즈"의 공로를 인정받은 라이브 트리플 음반으로 1971년 12월, 미국, 1972년 1월, 영국의 애플 레코드에 발매되었다. 이 음반은 해리슨, 밥 딜런, 라비 샹카르, 알리 아크바르 칸, 링고 스타, 빌리 프레스턴, 리언 러셀, 에릭 클랩튼이 참여하는 1971년 8월 1일, 뉴욕 매디슨 스퀘어 가든에서 열린 같은 이름의 두 콘서트에 이은 것이다. 이 쇼는 방글라데시 독립 전쟁의 노숙자 벵골 난민들을 돕기 위한 선구적인 자선 행사로, 라이브 에이드 (1985년), 콘서트 포 뉴욕 시티 (2001년) 등 미래 다예술가 록 혜택의 모델을 마련했다. 이 행사는 비틀즈가 라이브 공연을 은퇴한 1966년 이후 처음으로 해리슨과 스타를 콘서트 무대에 불러모았으며, 딜런이 5년 만에 처음으로 미국에서 주요 콘서트에 모습을 드러냈다.
필 스펙터가 공동 프로듀싱한 《The Concert for Bangladesh》는 그의 월 오브 사운드 접근 방식을 라이브로 보여준다. 주요 연주자들 외에도, 음악가들과 가수들은 배드핑거, 짐 혼, 클라우스 부어만, 알라 라카, 짐 켈트너, 제시 에드 데이비스, 클라우디아 레너를 포함한다. 음반이 행사의 충실한 문서임을 보장하면서 녹음 작업에 대한 최소한의 사후 제작이 이루어졌다. 박스 세트의 포장에는 콘서트의 사진들이 담긴 64쪽짜리 책이 들어 있었고, 톰 윌크스가 디자인한 음반 커버는 빈 음식 그릇 옆에 앉아 있는 영양실조 아동의 이미지로 구성되어 있었다. 이 음반은 해리슨과 두 음반사, 캐피틀과 컬럼비아/CBS의 사업 이익 보호에 열심인 두 음반사 간의 장기 협상 때문에 3개월 동안 지연되었다.
발매하자마자, 《The Concert for Bangladesh》는 중요한 상업적 성공을 거두었다. 이 음반은 여러 국가에서 음반 차트에서 1위를 차지했으며 1973년 3월에 그래미 어워드 올해의 앨범상을 수상하였다. 1972년 사울 쉬머 감독이 연출한 애플 콘서트 영화와 함께, 이 음반은 그때까지 인도 고전 음악에서 가장 많은 서양 관객들을 끌어 모았다. 해리슨이 사망한 지 4년 만인 2005년 개정된 삽화와 함께 재발행됐다. 2011년 현재 이 음반의 판매는 이 음반의 40주년을 기념하는 캠페인에서 아프리카의 뿔의 어린이들을 위해 120만 달러를 모금한 유니세프용 조지 해리슨 펀드에 계속 혜택을 주고 있다.

## 배경
1971년 6월, 로스앤젤레스에 있을 때, 그리고 친구이자 음악가인 라비 샹카르에 의해 당시 동파키스탄으로 알려진 상황의 심각성을 알게 된 후, 조지 해리슨은 전쟁으로 파괴되고 재난이 닥친 이 나라를 돕기 위해 뉴욕 매디슨 스퀘어 가든에서 두 번의 모금 콘서트를 개최하기 시작했다. 이러한 서둘렀던 준비 과정에서 그는 벵골인들의 명분을 더욱 주목받기 위해 〈Bangla Desh〉라는 곡을 작곡했고, 공연 나흘 전 자선 싱글로 서둘러 발매했다. 해리슨은 그의 《All Things Must Pass》 트리플 음반의 최근 성공에 힘입어 1971년 8월 1일 일요일에 24명의 음악가와 가수들로 구성된 밴드가 후원하는 올스타 유니세프 자선 콘서트의 헤드라인을 장식했다. 이 쇼는 1966년 비틀즈가 투어를 그만둔 이후 해리슨과 링고 스타가 함께 무대에서 공연한 첫 번째 공연이다. 그 이후로 그들은 대부분 밥 딜런과 같이 콘서트 관객들을 만날 수 없었다. 딜런의 경우 오후 쇼 중간중간 자신의 코너를 밟을 때까지 그의 참여가 불투명했지만 5년 만에 미국 주요 콘서트에 모습을 드러낸 것이다.
이 콘서트는 1,000만 달러에 달할 것으로 생각되는 난민들의 곤경에 대한 국제적인 인식을 높이는데 매우 성공적이었고, 24만 3천 달러 이상의 수표가 곧 유니세프에 보내져 구제를 받았다. 언론은 해리슨을 록 이타주의의 대사라고 극찬했고, 《롤링 스톤》은 "60년대의 유토피아적 정신이 여전히 번뜩이고 있다"는 증거로 이 행사를 환영했다. 게리 켈그렌이 매디슨 스퀘어 가든에서 레코드 플랜트의 16트랙 모바일 유닛을 이용해 콘서트 녹화가 진행된 가운데 해리슨은 이 행사의 라이브 음반을 통해 훨씬 더 많은 돈을 모금할 계획이었으며, 비틀즈의 애플 레코드 레이블에 이어, 애플 필름이 《콘서트 포 방글라데시》라는 제목의 콘서트 다큐멘터리가 발표될 예정이었다.

## 곡 목록
| #  | 제목                                          | 작사·작곡 | 연주자                   | 재생 시간 |
| -- | --------------------------------------------- | --------- | ------------------------ | --------- |
| 1. | 〈George Harrison/Ravi Shankar Introduction〉 |           | 조지 해리슨, 라비 샹카르 | 5:19      |
| 2. | 〈Bangla Dhun〉                               | 샹카르    | 샹카르                   | 16:40     |

| #  | 제목                              | 작사·작곡     | 연주자   | 재생 시간 |
| -- | --------------------------------- | ------------- | -------- | --------- |
| 1. | 〈Wah-Wah〉                       | 해리슨        | 해리슨   | 3:30      |
| 2. | 〈My Sweet Lord〉                 | 해리슨        | 해리슨   | 4:36      |
| 3. | 〈Awaiting on You All〉           | 해리슨        | 해리슨   | 3:00      |
| 4. | 〈That's the Way God Planned It〉 | 빌리 프레스턴 | 프레스턴 | 4:20      |

| #  | 제목                             | 작사·작곡 | 연주자            | 재생 시간 |
| -- | -------------------------------- | --------- | ----------------- | --------- |
| 1. | 〈It Don't Come Easy〉           | 링고 스타 | 스타              | 3:01      |
| 2. | 〈Beware of Darkness〉           | 해리슨    | 해리슨, 리언 러셀 | 3:36      |
| 3. | 〈Band Introduction〉            |           | 해리슨            | 2:39      |
| 4. | 〈While My Guitar Gently Weeps〉 | 해리슨    | 해리슨            | 4:53      |

| #  | 제목                                      | 작사·작곡                                                | 연주자            | 재생 시간 |
| -- | ----------------------------------------- | -------------------------------------------------------- | ----------------- | --------- |
| 1. | 〈Medley: Jumpin' Jack Flash/Youngblood〉 | 믹 재거, 키스 리처즈/제리 리버, 마이크 스톨러, 독 포머스 | 러셀, 돈 프레스턴 | 9:27      |
| 2. | 〈Here Comes the Sun〉                    | 해리슨                                                   | 해리슨            | 2:59      |

| #  | 제목                                                 | 작사·작곡 | 연주자 | 재생 시간 |
| -- | ---------------------------------------------------- | --------- | ------ | --------- |
| 1. | 〈A Hard Rain's A-Gonna Fall〉                       | 밥 딜런   | 딜런   | 5:44      |
| 2. | 〈It Takes a Lot to Laugh, It Takes a Train to Cry〉 | 딜런      | 딜런   | 3:07      |
| 3. | 〈Blowin' in the Wind〉                              | 딜런      | 딜런   | 4:07      |
| 4. | 〈Mr. Tambourine Man〉                               | 딜런      | 딜런   | 4:45      |
| 5. | 〈Just Like a Woman〉                                | 딜런      | 딜런   | 4:49      |

| #  | 제목            | 작사·작곡 | 연주자 | 재생 시간 |
| -- | --------------- | --------- | ------ | --------- |
| 1. | 〈Something〉   | 해리슨    | 해리슨 | 3:42      |
| 2. | 〈Bangla Desh〉 | 해리슨    | 해리슨 | 4:55      |

## 인증
| 국가        | 인증 |
| ----------- | ---- |
| 미국 (RIAA) | 골드 |